# Gioulé
Der Gioulé ist ein kleiner Fluss im Südwesten von Frankreich, der im Département Gers der Region Okzitanien und im Département Landes der Region Nouvelle-Aquitaine nördlich der Stadt Pau verläuft.

## Geografie

### Verlauf
Der Gioulé entspringt im südlichen Gemeindegebiet von Le Houga, entwässert mit einem anfänglichen Bogen über Nord generell Richtung Westen durch das Gebiet der Gascogne und mündet nach rund 17 Kilometern im Gemeindegebiet von Bordères-et-Lamensans beim Naturschutzgebiet Salignes de l’Adour als rechter Nebenfluss in den Adour. Im Mittelabschnitt quert der Gioulé die Autobahn A65, im Unterlauf die Bahnstrecke Morcenx–Bagnères-de-Bigorre.

### Orte am Fluss
(Reihenfolge in Fließrichtung)
- Saint-Aubin, Gemeinde Le Houga
- Lussagnet
- Cloche, Gemeinde Cazères-sur-l’Adour
- Lamole, Gemeinde Le Vignau
- Cazères-sur-l’Adour
- Jouanlanne, Gemeinde Bordères-et-Lamensans